# The Dust Blows Forward
The Dust Blows Forward è una raccolta di brani musicali di Captain Beefheart & His Magic Band pubblicata dalla Rhino Records nel 1999.

## Il disco
Probabilmente si tratta della raccolta più completa ed esaustiva circa la musica di Captain Beefheart & His Magic Band. Non solo contiene tracce che ripercorrono l'intera carriera del gruppo (mentre altre compilation si focalizzavano solo su determinati periodi), ma include anche brani rari persino per i collezionisti, come Little Scratch, proveniente dalle sessioni per Clear Spot, Light Reflected Off the Oceands of the Moon, tratta dall'omonimo EP, e Hard Workin' Man, dalla colonna sonora del film Tuta blu (1978).

## Tracce

### Disco 1
1. Diddy Wah Diddy
2. Frying Pan
3. Electricity
4. Abba Zaba
5. Beatle Bones 'n' Smokin' Stones
6. Safe as Milk
7. Moonlight on Vermont
8. Ella Guru
9. Old Fart at Play
10. Sugar 'n' Spikes
11. Orange Claw Hammer
12. My Human Gets Me Blues
13. China Pig
14. Lick My Decals Off Baby
15. Woe Is Uh Me Bop
16. I Wanna Find Me a Woman that'll Hold My Big Toe till I Have to Go
17. The Smithsonian Institute Blues
18. I'm Gonna Booglarize You Baby
19. Click Clack
20. Grow Fins
21. When It Blows Its Stacks
22. Little Scratch
23. Big Eyed Beans from Venus
24. Golden Birdies

### Disco 2
1. Nowadays a Woman's Gotta Hit a Man
2. Low Yo Yo Stuff
3. Too Much Time
4. My Head Is My Only House Unless It Rains
5. Clear Spot
6. Upon the My Oh My
7. Party of Special Things to Do
8. Sam with the Showing Scalp Flat Top
9. Debra Kadabra
10. Hard Workin' Man
11. Bat Chain Puller
12. The Floppy Boot Stomp
13. Tropical Hot Dog Night
14. Owed T'Alex
15. Hot Head
16. Ashtray Heart
17. Sue Egypt
18. Making Love to a Vampire with a Monkey on My Knee
19. Ice Cream For Crow
20. The Past Sure Is Tense
21. Light Reflected Off the Oceands of the Moon